# Renneville (Eure)
 Renneville  es una población y comuna francesa, en la región de Alta Normandía, departamento de Eure, en el distrito de Les Andelys y cantón de Fleury-sur-Andelle.
No está integrada en ninguna communauté de communes.

## Demografía
| 121 | 110 | 117 | 150 | 200 | 201 |
| Para los censos de 1962 a 1999 la población legal corresponde a la población sin duplicidades (Fuente: INSEE [Consultar]) |     |     |     |     |     |